# Карлыхановский заказник
Карлыхановский заказник (баш. Ҡарлыхан заказнигы) — государственный природный зоологический заказник республиканского значения, расположенный в северо-восточной части Белокатайского района Республики Башкортостан, в 25 км от районного центра — села Новобелокатай.

## Обзор
Заказник организован в соответствии с Постановлением Совета Министров Башкирской АССР от 3 октября 1972 года N 502. Постановлением Правительства Республики Башкортостан от 25 августа 2005 года N 189 заказник закреплен за государственным бюджетным учреждением «Дирекция по особо охраняемым природным территориям Республики Башкортостан». Заказник образован с целью усиления охраны основных видов охотничьих животных и создания благоприятных условий для их воспроизводства и расселения.
Заказник создан на участках лесного фонда и землях сельскохозяйственного назначения. Площадь заказника составляет 19300 га.
В заказнике встречается около 60 видов млекопитающих и более 150 видов птиц. Из них 40 видов представляют интерес как возможные объекты охоты.
Особой охране на территории заказника подлежат: лось, кабан, косуля, медведь, рысь, норка американская, бобр, куница, барсук, заяц-беляк, боровая дичь. Из видов, занесенных в Красную книгу Республики Башкортостан, — серый журавль, норка европейская, а также большинство хищных птиц: сокол-сапсан, беркут, серая и длиннохвостая неясыти, белая сова (отмечена на зимовке), мохноногий сыч и другие.